# 2010年8月香港出入境修例
2010年8月香港出入境修例事件是指在2010年8月1日起，凡旅客入境香港，均只能帶19支香煙，比修例前的3包為少。

## 新政策
為鼓勵市民戒煙，香港海關收緊可入境的免稅香煙數目，由原先的3包，收緊為19支，而法例要求一包香煙必須要以20支出售，不能以19支出售。
如市民於入境口岸的免稅店中購買一包香煙，需由免稅店店員陪同旅客過關，關員將等候而旅客需填報表格並繳款1.2元港幣稅款及2元港幣的行政費用或將多出的煙放棄，之後會得到一張紙，而海關表示，整個報關過程需時20-30分鐘，煙民則表示強烈反對此新法例。
海關表示，市民在法例生效第一天一共丟棄13,000多支香煙，及申報了約8,000支香煙，共152宗繳稅個案。
至於可否由兩名成人共同持有一包香煙入境而不用繳稅，各出入口關回覆不一。

## 反映
煙民為了避免需要長時間的報關程序，決定不買煙，也有人決定在羅湖內地口岸免稅店購買一包煙並放棄其中一支。此外，有人會選擇違例，將其中一支煙放於褲袋、錢包或子女背囊內以防止被海關發現，但在修例後暫時未有人被檢控。